# SDSS J0104+1535
SDSS J0104+1535 (полное обозначение — SDSS 010448.46+153501.8) — коричневый карлик в созвездии Рыб. Находится на расстоянии 750 световых лет от Солнца. Об открытии нового астрономического объекта с помощью телескопа Very Large Telescope сообщили в Monthly Notices of the Royal Astronomical Society. Коричневый карлик был открыт в рамках Слоановского цифрового небесного обзора (SDSS).

## Характеристики
Данный астрономический объект является одновременно самым массивным из коричневых карликов, а также коричневым карликом с самой низкой металличностью. Коричневый карлик SDSS J0104+1535 входит в состав так называемого гало — внешней оболочки Галактики, состоящей из самых старых звёзд, возраст которых приближается к возрасту самого Млечного Пути.
Масса объекта (на данный момент она ещё уточняется) превышает массу Юпитера примерно в 90 раз, что и делает его рекордсменом в своём классе. Важнее этого тем не менее второй рекорд: карлик на 99,99 % состоит из водорода и гелия, что делает его примерно в 250 раз чище Солнца. Возраст SDSS J0104+1535 составляет около 10 миллиардов лет, то есть это очень старый объект, сформировавшийся почти одновременно с самой Галактикой.
SDSS J0104+1535 был классифицирован как ультрахолодный карлик спектрального класса T. Его обнаружение стало результатом использования Очень Большого Телескопа (Very Large Telescope) в Европейской южной обсерватории (Чили).
Гал.долгота 00,7984° 

Гал.широта −00.9210° 

Расстояние 750 св. лет